# Литература Ганы
Литература Ганы (англ. Ghanaian literature) — это литература, созданная авторами из Ганы или ганской диаспоры. Она берёт своё начало в давней устной традиции и испытала сильное влияние западной литературы в период колониального правления. Особую значимость ганская литература приобрела благодаря постколониальной националистической традиции, которая зародилась в середине 20-го века.
Современное литературное сообщество продолжает развивать разнообразные идеи и мнения как внутри страны, так и за её пределами. Это проявляется в кино, театре и современных цифровых форматах, таких как блоги.
Самыми знаменитыми авторами Ганы являются романисты Дж. Э. Кейсли Хейфорд, Айи Квей Арма и Нии Айиквей Паркес, которые завоевали международное признание благодаря своим произведениям: «Эфиопия без границ» (1911), «Прекрасные ещё не родились» (1968) и «Хвост синей птицы» (2009), соответственно.
Кроме романов, в Гане активно развиваются и другие литературные жанры, такие как театр и поэзия. Выдающиеся драматурги, поэты и историки, такие как Джо де Графт и Эфуа Сазерленд, внесли значительный вклад в развитие национальной литературной традиции. Литература Ганы также представлена поэтом Кофи Анийдохо, писательницами Аммой Дарко, Ама Ата Айду, писателями Мохаммедом бен Абдаллахом, Бедиако Асаре, Аму Джолето, Асаре Конаду, Атуквей Окай, Джоном Бенибенгор Блэй и другими.
В 1955—1957 годах в Гане состоялась одна из первых на африканском континенте национальных литературных радиопрограмм, сопровождаемая публикацией «Голоса Ганы». Эти мероприятия помогли определить масштабы современной литературной традиции в стране.
В 2002 году книга «Сосу зовёт» (1999) писателя Мешак Асаре по результатам конкурса на лучшие произведения авторов Африки в XX в. (представлено 1500 книг) вошла в список двенадцати победителей.